# Кастера, Жан-Анри
Жан Анри́ Кастера́ д’Арти́г (фр. Jean Henri Castéra d’Artigues; 17 июля 1749, Тоннен — 19 декабря 1838, Тоннен) — французский дипломат, историк и писатель.

## Из биографии
Жан-Анри Кастера родился в городке Тоннен в семье коммерсанта и судовладельца. Образование получил в иезуитском колледже, после чего поступил на службу в драгунский полк в Вест-Индии. По возвращении во Францию получил место при дворе Людовика XVI, участвовал в дипломатических миссиях, в том числе — при дворе Екатерины II. 
Кастера не пострадал во время бурных событий Французской революции, позднее отказался сопровождать Наполеона в Египте в качестве официального хроникёра, в результате император воспрепятствовал его избранию в члены Французской Академии. 
Занимался переводами трудов европейских путешественников, в том числе — отчётов об экспедициях капитана Кука. Но самым известным его трудом стала «Жизнь Екатерины II», впервые изданная в 1797 году. Увидевшая свет вскоре после смерти российской императрицы, книга содержала сведения, тщательно собранные дипломатом во время пребывания в Санкт-Петербурге. Кастера не сдерживали более дипломатические соображения и он свободно описывал реалии жизни двора императрицы и российского государства, интриги двора, составы и действия придворных партий, в том числе — детали переворота и гибели Петра III. В книге также содержались сведения о географии и административном устройстве России. Книга была высоко оценена во Франции и в Европе, была сразу переведена на многие языки. Особый интерес к ней испытывали в России, где появление отечественной литературы о жизни двора Екатерины по цензурным соображениям ещё долго было невозможным.

## Награды
- Кавалер ордена Почётного легиона (1814 год)[3].